# Hisashi Kaneko
Hisashi Kaneko (jap. 金子 久 Kaneko Hisashi; ur. 12 września 1959) – były japoński piłkarz, reprezentant kraju.

## Kariera klubowa
Od 1978 do 1992 roku występował w klubie Furukawa Electric.

## Kariera reprezentacyjna
W reprezentacji Japonii Hisashi Kaneko zadebiutował 25 lipca 1986 roku. W reprezentacji Japonii Hisashi Kaneko występował w latach 1986–1987. W sumie w reprezentacji wystąpił w 7 spotkaniach.

## Statystyki
| Reprezentacja Japonii | Reprezentacja Japonii | Reprezentacja Japonii |
| Rok                   | Mecze                 | Gole                  |
| --------------------- | --------------------- | --------------------- |
| 1986                  | 3                     | 0                     |
| 1987                  | 4                     | 1                     |
| Razem                 | 7                     | 1                     |